# Manuel Nadal Romero
Manuel Nadal Romero   (San Fernando, 16 d'abril de 1913 - valor desconegut) fou un militar espanyol, Capità general de les Illes Balears durant la transició espanyola.
En 1929 va ingressar a l'Acadèmia General Militar i en 1933 va obtenir el grau de tinent d'artilleria. En començar la guerra civil espanyola era destinat a Menorca i es va unir al bàndol revoltat, però fou fet presoner i tancat a la Fortalesa de la Mola. Va aconseguir fugir cap a Mallorca, on fou nomenat cap de la defensa del port de Sóller. En 1937 ascendí a capità d'artilleria i fou destinat al Regiment d'Artilleria n. 13 de Segòvia, que va combatre als fronts de Somosierra i el Maestrat i a l'ofensiva de Catalunya. En 1944 fou ascendit a comandant i destinat a diversos regiments d'artilleria. En 1957 ascendí a tinent coronel i en 1966 a coronel, destinat al Regiment d'Artilleria n. 63 de Burgos. En 1970 ascendí a general de brigada i en 1971 fou nomenat cap d'artilleria de les Illes Balears. En 1973 fou ascendit a general de divisió i ha estat subinspector de Tropes i Serveis de la VII Regió Militar i en 1975 fou nomenat governador militar de Mallorca. Finalment, en 1977 fou ascendit a tinent general i nomenat Capità general de les Illes Balears. Deixà el càrrec l'abril de 1979 quan va passar a la situació B i el maig del mateix any fou nomenat president del consell d'administració de l'Empresa Nacional Santa Bárbara, càrrec que va ocupar fins al seu pas a la reserva el 15 de juny de 1983.